# José Carrillo
José Carrillo Mancilla (Granada, 4 marzo 1995) è un calciatore spagnolo, difensore dell'Ūlytau.

## Carriera

### Club
Il 1º luglio 2017 viene acquistato a titolo definitivo dalla squadra slovacca dello Zemplín Michalovce.

## Statistiche

### Presenze e reti nei club
Statistiche aggiornate al 5 dicembre 2020.
| Stagione                  | Squadra                   | Campionato                | Campionato | Campionato | Coppe nazionali | Coppe nazionali | Coppe nazionali | Coppe continentali | Coppe continentali | Coppe continentali | Altre coppe | Altre coppe | Altre coppe | Totale | Totale |
| Stagione                  | Squadra                   | Comp                      | Pres       | Reti       | Comp            | Pres            | Reti            | Comp               | Pres               | Reti               | Comp        | Pres        | Reti        | Pres   | Reti   |
| ------------------------- | ------------------------- | ------------------------- | ---------- | ---------- | --------------- | --------------- | --------------- | ------------------ | ------------------ | ------------------ | ----------- | ----------- | ----------- | ------ | ------ |
| 2012-2013                 | Maiorca B                 | SDB                       | 0          | 0          | -               | -               | -               | -                  | -                  | -                  | -           | -           | -           | 0      | 0      |
| 2014-2015                 | Zamora CF                 | SDB                       | 33         | 0          | CR              | 1               | 0               | -                  | -                  | -                  | -           | -           | -           | 34     | 0      |
| 2015-2016                 | Getafe B                  | SDB                       | 20         | 0          | -               | -               | -               | -                  | -                  | -                  | -           | -           | -           | 20     | 0      |
| 2016-2017                 | UD Logroñés               | SDB                       | 3          | 0          | CR              | 1               | 0               | -                  | -                  | -                  | -           | -           | -           | 4      | 0      |
| 2017-2018                 | Zemplín Michalovce        | SL                        | 31         | 1          | CS              | 4               | 1               | -                  | -                  | -                  | -           | -           | -           | 35     | 2      |
| 2018-2019                 | Zemplín Michalovce        | SL                        | 26         | 2          | CS              | 5               | 0               | -                  | -                  | -                  | -           | -           | -           | 31     | 2      |
| 2019-2020                 | Zemplín Michalovce        | SL                        | 23         | 1          | CS              | 0               | 0               | -                  | -                  | -                  | -           | -           | -           | 23     | 1      |
| Totale Zemplín Michalovce | Totale Zemplín Michalovce | Totale Zemplín Michalovce | 80         | 4          |                 | 9               | 1               |                    | -                  | -                  |             | -           | -           | 89     | 5      |
| 2020-2021                 | Senica                    | SL                        | 9          | 0          | CS              | 1               | 0               | -                  | -                  | -                  | -           | -           | -           | 10     | 0      |
| Totale carriera           | Totale carriera           | Totale carriera           | 145        | 4          |                 | 12              | 1               |                    | -                  | -                  |             | -           | -           | 157    | 5      |